# Jacek Streich
Jacek Franciszek Streich, né le 12 octobre 1967 à Toruń, est un rameur d'aviron polonais.

## Carrière
Jacek Streich participe aux Jeux olympiques de 1992 à Barcelone et remporte la médaille de bronze avec le quatre barré polonais composé de Wojciech Jankowski, Maciej Lasicki, Michal Cieslak et Tomasz Tomiak.